# Achaetocephala
Achaetocephala is een geslacht van kevers uit de familie van de loopkevers (Carabidae). De wetenschappelijke naam van het geslacht werd voor het eerst geldig gepubliceerd in 1975 door Akinobu Habu.

## Soorten
Het geslacht Achaetocephala is monotypisch en omvat slechts de volgende soort:
- Achaetocephala atrata Habu, 1975